# Dichochrysa abdominalis
Dichochrysa abdominalis är en insektsart som först beskrevs av Brauer 1856.  Dichochrysa abdominalis ingår i släktet Dichochrysa och familjen guldögonsländor. Inga underarter finns listade i Catalogue of Life.